# Olavius fuscus
Olavius fuscus är en ringmaskart som beskrevs av Erséus 1993. Olavius fuscus ingår i släktet Olavius och familjen glattmaskar. Inga underarter finns listade i Catalogue of Life.